# 胡正荣
胡正荣（1966年5月—），男，祖籍河南开封，生于宁夏银川，中华人民共和国传媒人物。

## 生平
1986年取得北京广播学院新闻系法学学士学位。1999年取得中国人民大学新闻学院文学博士学位。后任中国传媒大学教授、博导。2006年11月起任中国传媒大学副校长，后任中国传媒大学研究生院常务副院长、教育部人文社科重点研究基地－广播电视研究中心主任。
2016年9月27日，任中国传媒大学校长。2017年9月，当选中国视协第六届副主席。
2018年1月，任中国教育电视台总编辑（正司级）。
2021年11月，任中国社会科学院新闻与传播研究所所长。

## 会员
- 国际传播学协会（ICA）会员

## 社会兼职
- 教育部学科发展与专业设置专家委员会委员
- 教育部新闻传播学学科指导委员会委员
- 国家留学基金委评审会委员
- 劳动人事部博士后工作站专家委员会委员
- 北京市新闻工作者协会理事
- 中国传播学学会副会长
- 中国广播电视学会学术委员
- 中国人民大学《国际新闻界》编委
- 中国传媒大学《现代传播》编委